# Верхний Городец
Ве́рхний Городе́ц — деревня в Брасовском районе Брянской области России, в составе Веребского сельского поселения. 
 Расположена в 1 км к северо-западу от села Чаянка. Постоянное население с 2008 года отсутствует.

## История
Упоминается с XVII века в составе Самовской волости Карачевского уезда; в 1778—1782 в Луганском уезде. С 1782 по 1928 гг. — в Дмитровском уезде Орловской губернии (с 1861 — в составе Хотеевской волости, с 1923 в Глодневской волости).
Относилась к приходу села Чаянки. В XIX веке — владение Зиновьевых, Кореневых.
С 1929 года — в Брасовском районе. С 1920-х гг. до 2005 года входила в Чаянский сельсовет.
| Годы      | 1858 | 1866 | 1893 | 1979 | 1989 | 2002 | 2010 |
| --------- | ---- | ---- | ---- | ---- | ---- | ---- | ---- |
| Население | 107  | 122  | 129  | 63   | 25   | 6    | 0    |